# Leucospis cayennensis
Leucospis cayennensis is een vliesvleugelig insect uit de familie Leucospidae. De wetenschappelijke naam is voor het eerst geldig gepubliceerd in 1839 door John Obadiah Westwood.